# Bradford (Arkansas)
Bradford è una città statunitense situata nello Stato dell'Arkansas, nella Contea di White.